# 주한 루마니아 대사관
주한 루마니아 대사관(루마니아어: Ambasada României În Republica Coreea)은 대한민국 서울특별시 용산구 동빙고동 1-104에 위치하고 있는 루마니아 대사관이다. 현직 주한 루마니아 대사는 체자르 마놀레 아르메아누이다.

## 역사
루마니아는 1990년 3월 30일에 대한민국과 수교했다. 대한민국은 1990년 6월에 루마니아 부쿠레슈티에 주루마니아 대한민국 대사관을 설립했고 루마니아는 1990년 7월에 대한민국 서울에 주한 루마니아 대사관을 설립했다.

## 주요 업무
주요 업무는 대한민국 정부와의 외교 교섭과 국제 협력, 경제, 통상 교섭, 양국 문화, 학술, 체육 교류 및 협력, 외교 정책 홍보, 대한민국 거주 루마니아 국민의 보호와 지도, 문서의 공증, 국적, 호적, 여권 및 사증 업무 등이다.

## 같이 보기
- 대한민국-루마니아 관계
- 주루마니아 대한민국 대사관
- 루마니아의 재외공관 목록
- 대한민국 주재 외국공관 목록